# Фідаї
Фідаї (араб. الفِدَائِىٌّ fidāʼiyyīn [fɪdaːʔɪjiːn] — той, хто жертвує; перс., від араб. فدائيون — ті, хто жертвують, буквально — людина, яка приносить себе в жертву в ім'я віри, ідеї) — термін для позначення членів низки революційних бойових партій, учасників національно-визвольних рухів, терористичних організацій і груп. У первинній формі слово використовували асасини.

## Історія та сучасність
- Федаїнами називали учасників народно-визвольної боротьби вірменського народу у Західній Вірменії (XIX—XX століття) та Нагорному Карабасі (кінець XX століття).
- Під час іранської революції 1905-1911 років фідаями називали учасників збройних загонів, що були основною рушійною силою революції.
- Також почали називати бійців міських загонів патріотичного підпілля в Алжирі під час національно-визвольної війни 1954—1962 років.
- В Єгипті 1950-х років фідаями називали членів збройних загонів, що складались в основному з палестинських біженців. Низка істориків вважають, що Єгипет використовував їх для терористичної війни проти Ізраїлю[1][2][3][4].

Солідарні групи серед палестинських біженців, які під час арабо-ізраїльської війни 1947—1949 років тікали чи були вигнані з Палестини, також називались фідаями. Бази фідаїв розташовувались у Єгипті, Лівані та Йорданії. На їх базі перед Шестиденною війною 1967 року були створені Організація визволення Палестини й подібні групи. У багатьох лівих угрупуваннях Заходу вони мали велику популярність, розглядались як попередники боротьби за світову революцію та, відповідно, ідеалізувались.
Після подій «Чорного вересня» 1970 року вони були вигнані з Йорданії та оселились у Лівані. Фідаї стали важливим фактором у розпалюванні громадянської війни в Лівані. В Іраку за Саддама Хусейна існувало збройне формування «Фідайїн Саддам». Деякі іранські угрупування, що діяли під час ісламської революції в Ірані, також називались фідаїнами.
Шейх Ізз ад-Дін аль-Кассам вважається першим фідаєм Палестини. Ракети Кассам — зброя палестинських партизанів — названі на його честь, в арабському світі він вважається одним з перших, хто «підняв палестинських арабів на боротьбу з сіонізмом та Ізраїлем».
Фідаїни Ірану — назва іранської ліворадикальної організації «Фідаїн-е Хальк-е Іран» («Ті, хто жертвують собою в ім'я іранського народу»), яка намагалась організувати боротьбу проти режиму Хомейні.
Організація «Фідаїни ісламу» — взяли на себе відповідальність за теракт біля готелю Marriott, в Ісламабаді, Пакистан 2008 року.